# لجام التوبيخ

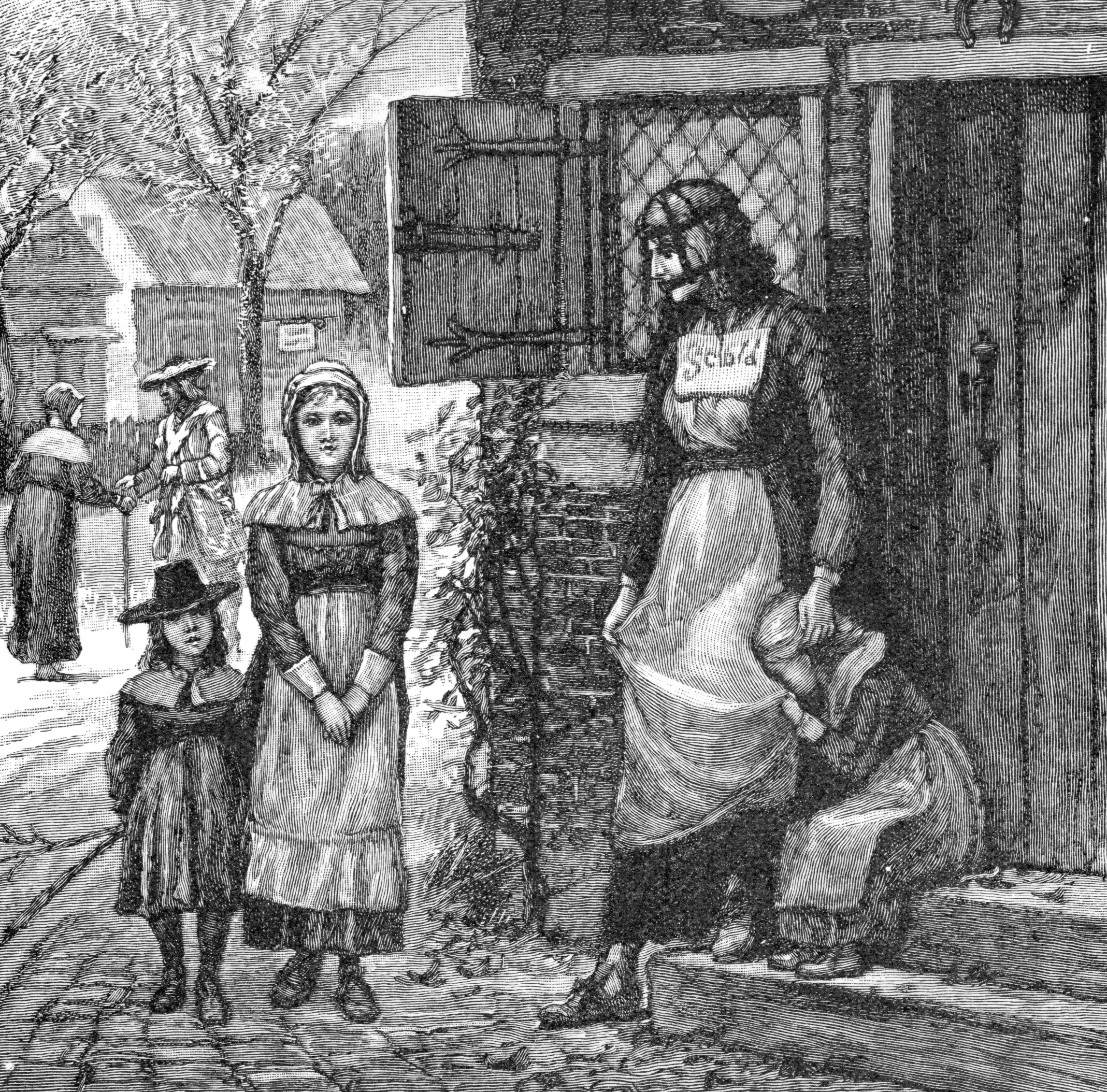
لجام توبيخ في مستعمرة إنجلترا الجديدة ، من الطباعة الحجرية في تاريخ موجز للولايات المتحدة بقلم جويل دورمان ستيل وإستر بيكر ستيل من عام 1885

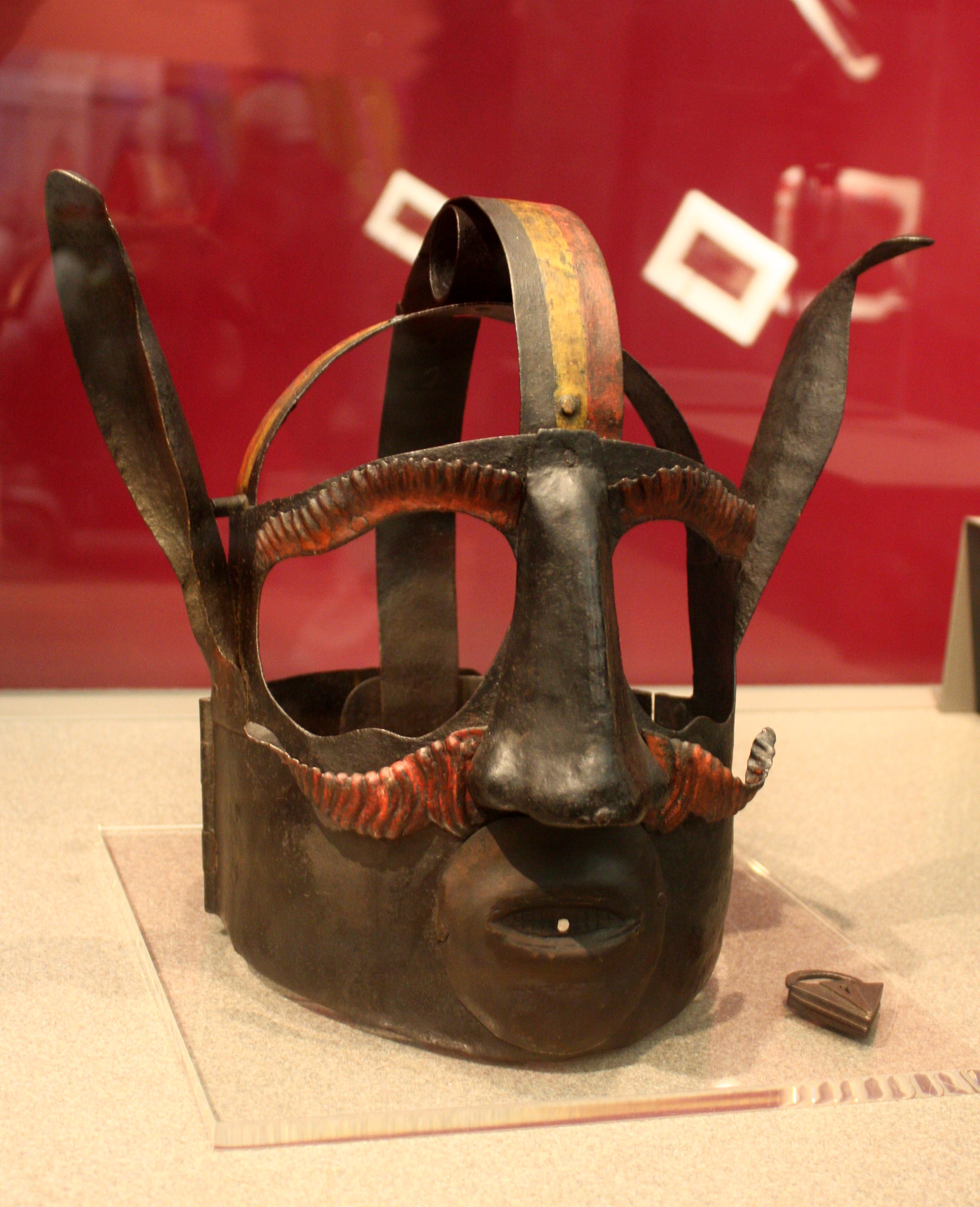
لجام اسكتلندي من القرن السادس عشر. متحف ومعرض فنون كيلفينغروف ، غلاسكو ، اسكتلندا.

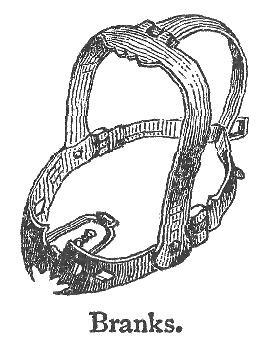
لجام توبيخ له إطار من الحديد المفصلي لإحاطة الرأس وقليل أو كمامة لتناسب الفم وضغط اللسان.

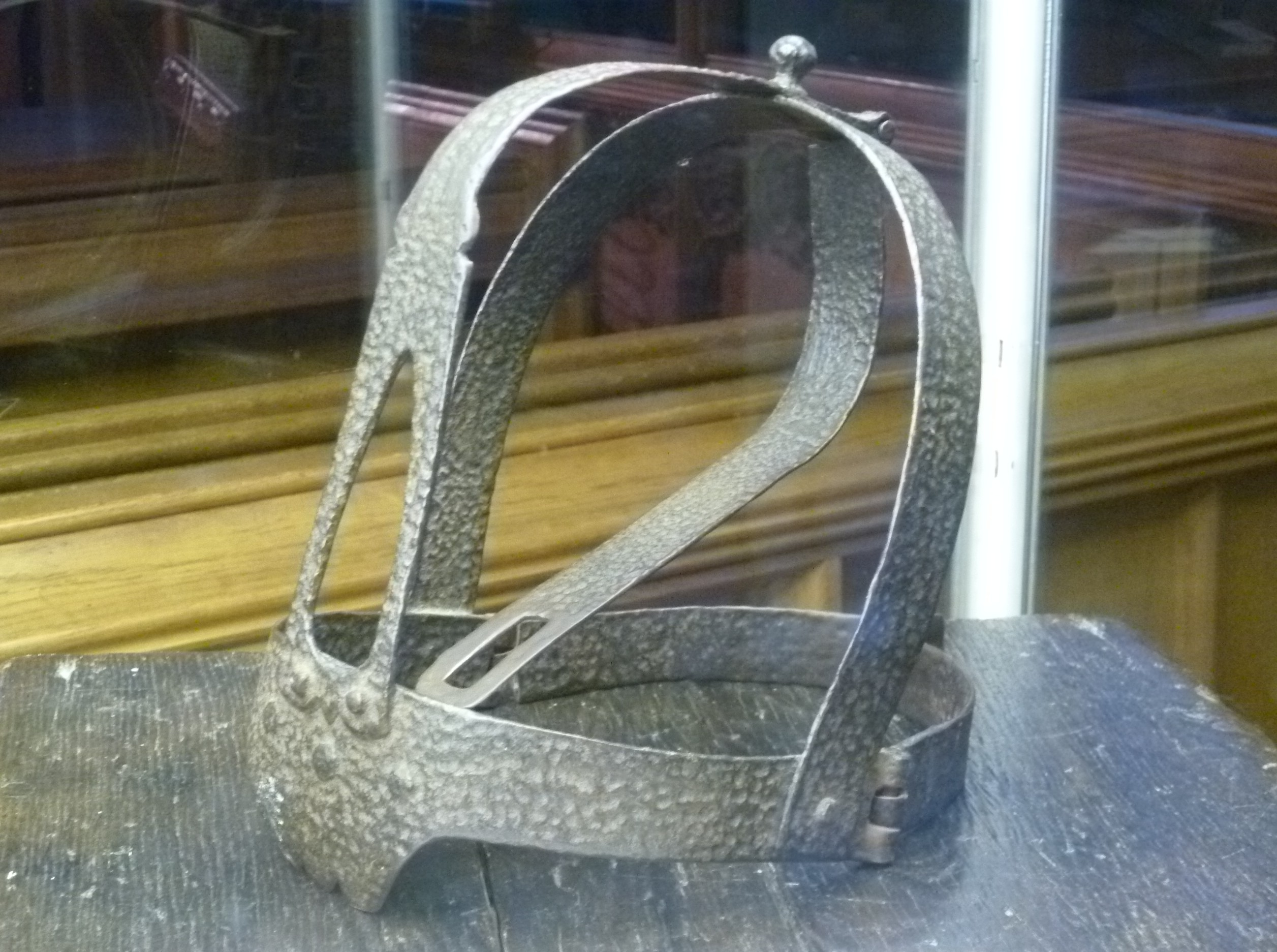
"سلال الأسقف" للقديس أندروز.

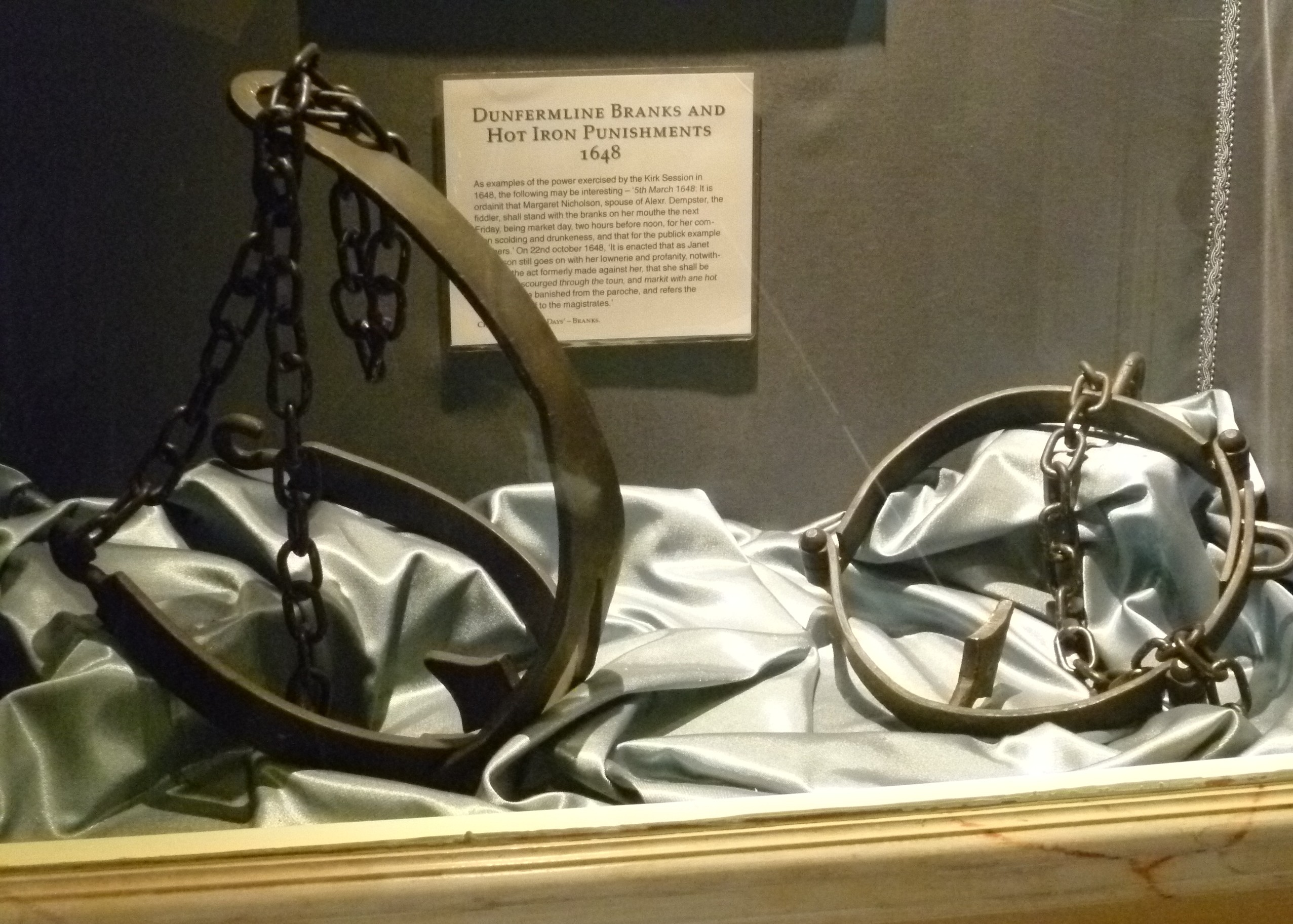
سلالات دانفرملاين من القرن السابع عشر.

لجام التوبيخ أو كما يطلق عليه أحياناً لجام الساحرة أو لجام السَلِيْطات هو أداة للعقاب كان يستخدم كشكل من أشكال العقاب والإهانة أمام العامة. كانت الأداة عبارة عن كمامة حديديّة بأطار حديدي يحيط بالرأس، (على الرغم من أنّ بعضم منها كان أقنعة تصوّر المعاناة) قطعة اللجام أو الصفيحة منه كان حجمه حوالي 2 بوصة × 1 بوصة (5.1 سم × 2.5 سم)، ينزلق اللجام في الفم ويضعط على اعلى أو أسفل اللسان كالمكبس، أو تستخدم لرفع اللسان بأكمله ليتمدد على حنك مرتدي اللجام. استُخدم لمنع الكلام ونتَج عنه العديد من الآثار غير المرغوبة لمرتديها، بما في ذلك افراز اللعاب المفرط وتعب واجهاد الفم

## المصدر والهدف

### إنجلترا واسكتلندا
سجلت لأول مرة في اسكتلندا عام 1567، كما تم استخدام السلال في إنجلترا، حيث ربما لم يتم توثيقها رسميًا كعقاب. تسببت جلسات كريك ومحاكم الباروني في اسكتلنداعلى استخدام في الغالب على المخالفين من النساء اللواتي يُعتبرن وقحات أو متذمرات أو سليطات اللسان.
تم تصميم معبد (في اسكتلندا وشمال إنجلترا)كعقاب المرآة الناشز أو للتوبيخ؛ النساء من الطبقات الدنيا التي اعتبر كلامهن «صاخب» أو «مزعج»؛ غالبًا ما تتشبه في النساء العرافات - من خلال منع مثل هذه «الثرثرة أو التوبيخ» من التحدث. وهذا يعطيها أيضًا اسمها الآخر، "The Gossip's Bridle".
كما تم استخدامه كعقاب بدني لجرائم أخرى، ولا سيما على السجينات في مكان العمل. يتم وضع الشخص الذي تتم معاقبته في مكان عام لمزيد من الإذلال وضربه في بعض الأحيان.
على الرغم من أن استخدامها الأولي كان على النساء، إلا أن سجلات Burgh في المدن الرئيسية في اسكتلندا تكشف عن أن السلال كانت تُستخدم في بعض الأحيان على الرجال أيضًا: ] «باتريك برات يجلس... مقيدًا ب [عبر] هذا burgh 1591 Aberd. B Rec. II. 71) /يجب أن يوضع في السلال على مساحة xxiiij ساعة بعد ذلك» (1559 (c 1650) Dundee B. Laws 19.)
عندما تم وضع السلال على رأس «من نمَ»، كان من الممكن اطلاق النار داخل المدينة لإثبات أنهم ارتكبوا جريمة أو أذنبوا في كثير من الأحيان. كان الهدف من ذلك هو إذلالهم ودفعهم «للتوبة» من أعمالهم «المشاغبة». المسمار الذي بداخل الكمامات منعهم من التكلم لأن أي حركة في الفم يمكن أن تسبب ثقبًا حادًا في اللسان. عند ارتداء الجهاز، كان من المستحيل على الشخص أن يأكل أو يتكلم. وشملت سلال أخرى قابلة للتعديل مع حافة حادة، حيث تؤدي أي حركة للفم إلى تمزق اللسان.
في اسكتلندا، كانت تعرض السلال بشكل دائم في الأماكن العامة من خلال ربطها، على سبيل المثال، بصليب المدينة أو ترون أو تلبوث. ثم تحدث طقوس الإذلال «للأوغاد» في العرض العام. كان المقصود من عرض السلال في الأماكن العامة التشهير أو تذكير السكان بعواقب أي عمل متهور، سواء كان الشخص عرضًا أو تم نقله إلى حد العقوبة، فإن عملية الإذلال والتوبة المتوقعة هي نفسها. عادة ما يتم تخصيص الوقت الذي يقضيه في اللجام من خلال جلسة الكنيسة، في اسكتلندا، أو حاكم محلي.

اعضاء مذهب مسيحي كاره للحرب ومحب لخدمة الشعب، عوقبت نساء بالسلاسل بسبب الوعظ بمذهبهم في الأماكن العامة.
كانت القيود متشابهًا في غرضهم وهو التشهير، لكنه لم يمنع الضحية من التحدث. كانت تُستخدم عمومًا في كل من إنجلترا واسكتلندا في القرنين السادس عشر والسابع عشر.

## التوثين الجنسي
تستخدم السلال في بعض العبودية الوثن. استخدمها إيرفينج كلاو في التصوير الفوتوغرافي مع نموذج بيتي بيج.

## في الخيال
لجام التوبيخ هو عنوان رواية كتبها مينيت والترز، حيث تعد لجام التوبيخ عنصرًا رئيسيًا في المؤامرة.
الصلصال الملتهب هي رواية لستيفي ديفيز. في حديقة البطلة تم الكشف عن هيكل عظمي لامرأة من القرن السابع عشر. وقد تم دفن الجثة وهي ترتدي لجاماً للوبخ.
يشار إلى لجام التوبيخ أيضًا في كتاب Three Men in a Boat لجيروم ك يشير إلى واحد معروض في الكنيسة في والتون على نهر التايمز، يمزح بأن نقص الحديد، أو ربما أن الحديد ليس قويًا بما يكفي للحد من لسان المرأة، هو لماذا لم يعد قيد الاستهلاك.
جوزيف أندروز (1977)، الفيلم البريطاني الذي يستند إلى رواية هنري فيلدنغ، يتضمن مشهدًا كوميديًا يهرب فيه بارسون آدامز (مايكل هوردرن) من الأسر مع غطاء لا يزال مغلقًا على رأسه.
في لعبة الناي السحري من Mozart ، يُعاقب بباجينوعلى الكذب «بقفل على فمه». في العديد من الإنتاجات، يتم التعامل مع هذا على أنه لعنة سحرية، ولكن في فيلم بيرغمان، استخدموا لجامًا حقيقيًا من التوبيخ، والذي ربما كان الفكرة الأصلية للكتاب.
في فيلم بريستون، فيلم إثارة غربي عام 2016، من تأليف وإخراج مارتن كولهوفن، ترتدي الممثلة كريكي فان هولتن لجامًا. أوضح كولهوفن في المقابلات أنه حصل على الفكرة الدم عندما قرأ رواية جيمس كارلوس بليك حيث تلتقي الشخصيات الرئيسية بوزير هولندي ترتدي زوجته واحدة.
في عام عجائب جيرالدين بروكس، عوقبت والدة بطل الرواية من قبل والد بطل الرواية لتوبيخه. أُجبرت على ارتداء السلال بينما كانت تستعرض في بلدة إيام في عمل الاذلال.

## وصلات خارجية
- Bygone Punishments of Scotland by William Andrews 1899 on electricscotland